# Norrvidinge kyrka
Norrvidinge kyrka är en kyrkobyggnad i Norrvidinge. Den tillhör Teckomatorps församling i Lunds stift. Den ligger intill Länsväg 108 ungefär halvvägs mellan Kävlinge och Marieholm och cirka 5 km söder om Teckomatorp. 

## Kyrkobyggnaden
Norrvidinge kyrka uppfördes i slutet av 1100-talet. På platsen fanns tidigare en stavkyrka byggd omkring år 1060. Av den gamla kyrkan finns en stavplanka. På 1780-talet förlängdes långhuset åt väster. Invändigt motsvaras denna utbyggnad av det så kallade tunnvalvet. 1822 fick kyrkan en större utbyggnad åt norr (Nykyrkan). I samband med detta revs den gamla sakristian där, som hade byggts på 1620-talet av Kykoherden Johannes Sörensen (Ystadiensis). Han och hans hustru hade begravts i denna. Vid inventeringen 1830 beskrev kyrkoherden i Norrvidinge, Lars Peter Wåhlin, predikstolen så som den ser ut idag och berättade att den tillkommit i början av 1600-talet. Den är mycket lik de predikstolar, som den kände träsnidaren Jacob Kremberg gjorde vid den tiden i södra och västra Skåne. Det nuvarande tornet invigdes 1854 efter att ha varit planerat redan 1780.

## Inventarier
Dopfunten som är av rödaktig sandsten tillverkades någon gång på 1100-talet. Dopfatet i mässing är från 1500-talet. 1475 gjordes krucifixet. Altaruppsatsen och predikstolen är båda tillverkade på 1600-talet. Vid restaureringen 1951–1952 fick kyrkan ett nytt altare och målningarna i kortaket togs fram. Målningarna föreställer den dömande Kristus.

### Orgel
- 1882 byggde Anders Victor Lundahl, Malmö en orgel med 8 stämmor. (Beställning gjord av församlingen juni 1882 att levereras i slutet samma år).
- 1929 byggde A. Mårtenssons Orgelfabrik AB, Lund en orgel med 14 stämmor.
- Den nuvarande orgeln är byggd och invigd 1977 av A. Mårtenssons Orgelfabrik AB, Lund. Den är helmekanisk och har 13 stämmor på 2 manualer och pedal.

| Huvudverk I         | Svällverk II      | Pedal       | Koppel |
| Rörflöjt 8'         | Gedackt 8´        | Subbas 16´  | I/P    |
| Principal 4'        | Gemshorn 4'       | Gedackt 8'  | II/P   |
| Täckflöjt 4'        | Principal 2'      | Koralbas 4' | II/I   |
| Waldflöjt 2'        | Nasat 1 1/3'      |             |        |
| Sesquialtera 2 chor | Krumhorn 8'       |             |        |
| Mixtur 3 chor       | Tremulant         |             |        |
|                     | Crescendosvällare |             |        |

## Galleri

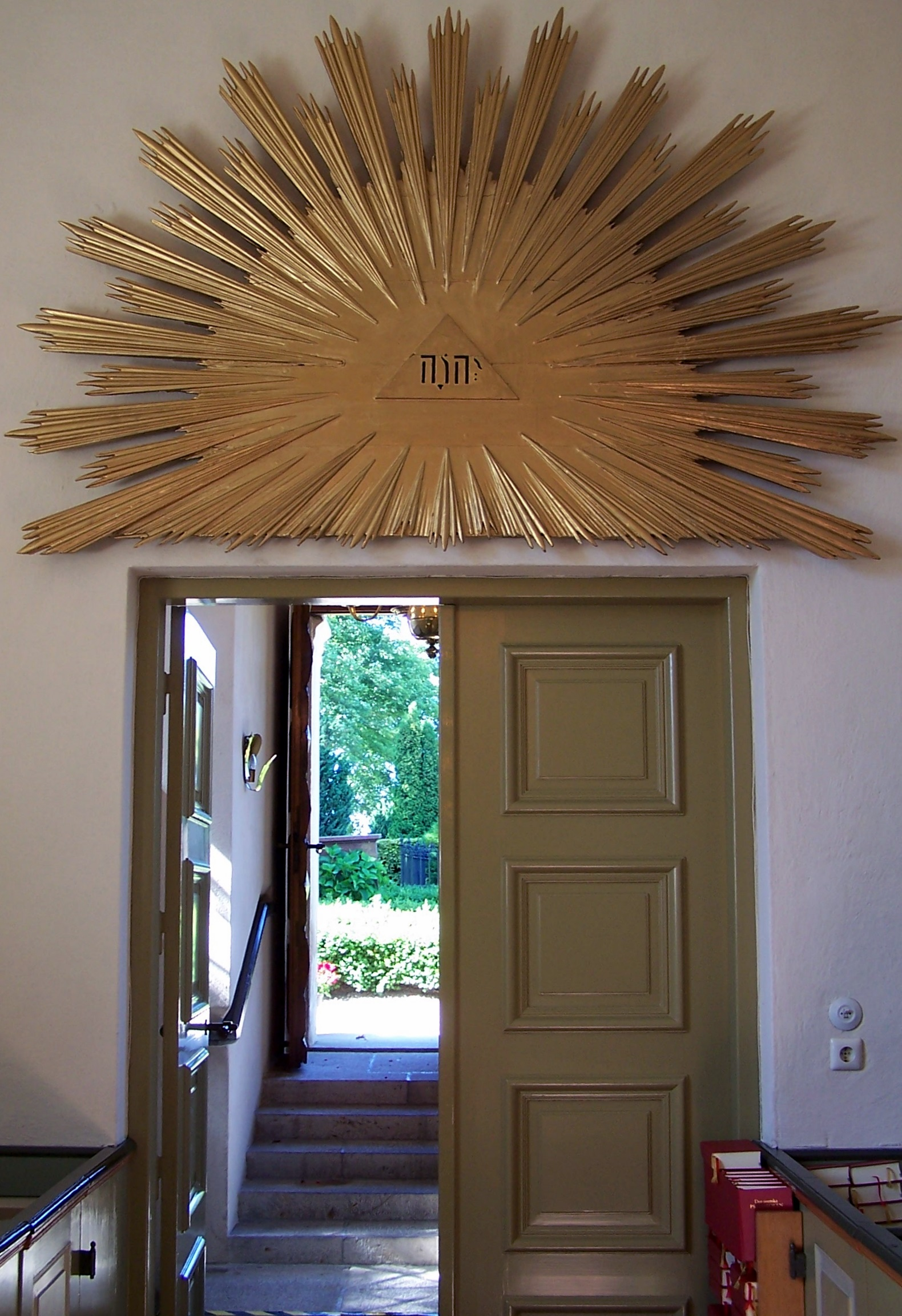
Entrén/Utgången
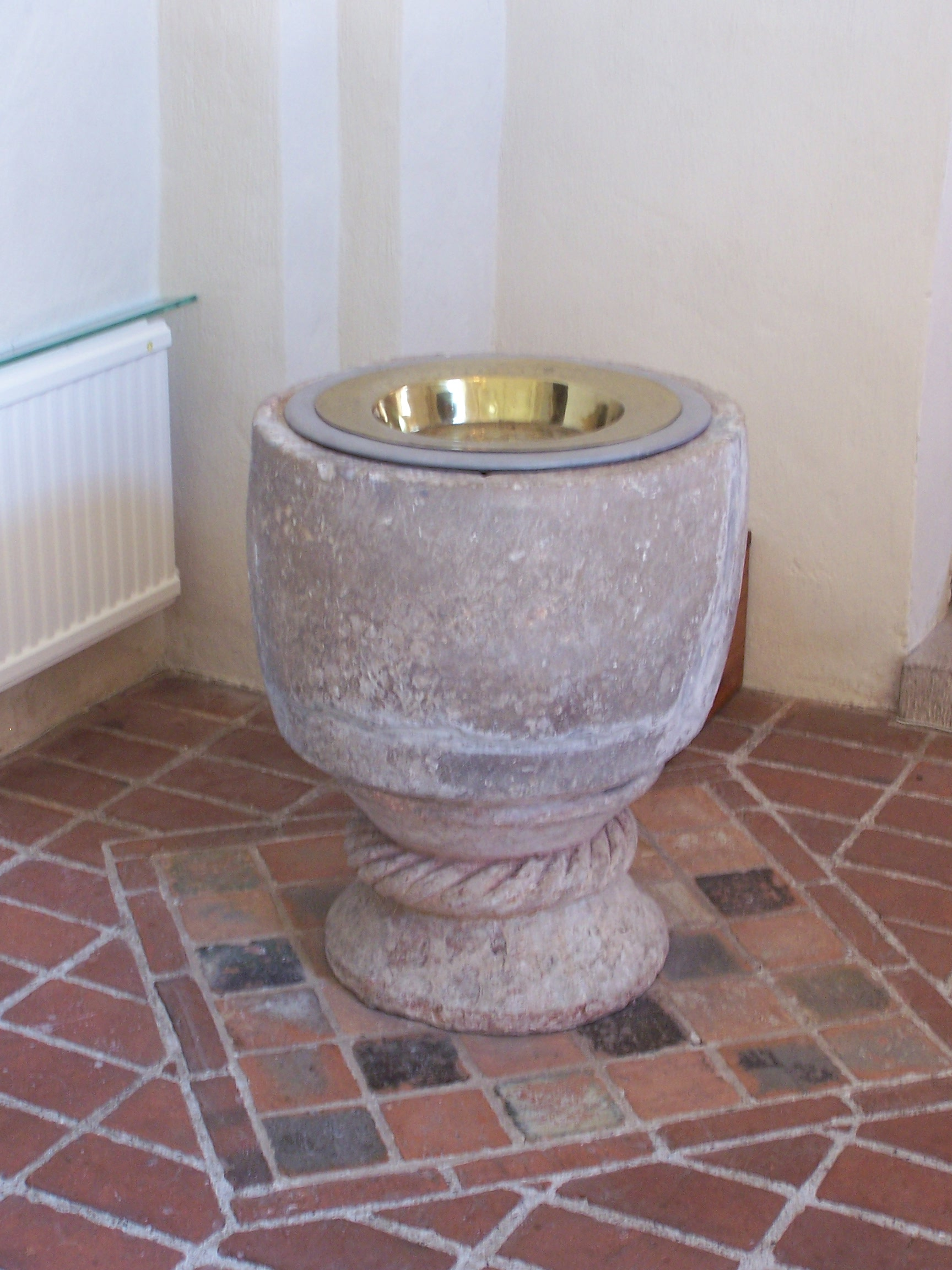
Dopfunt
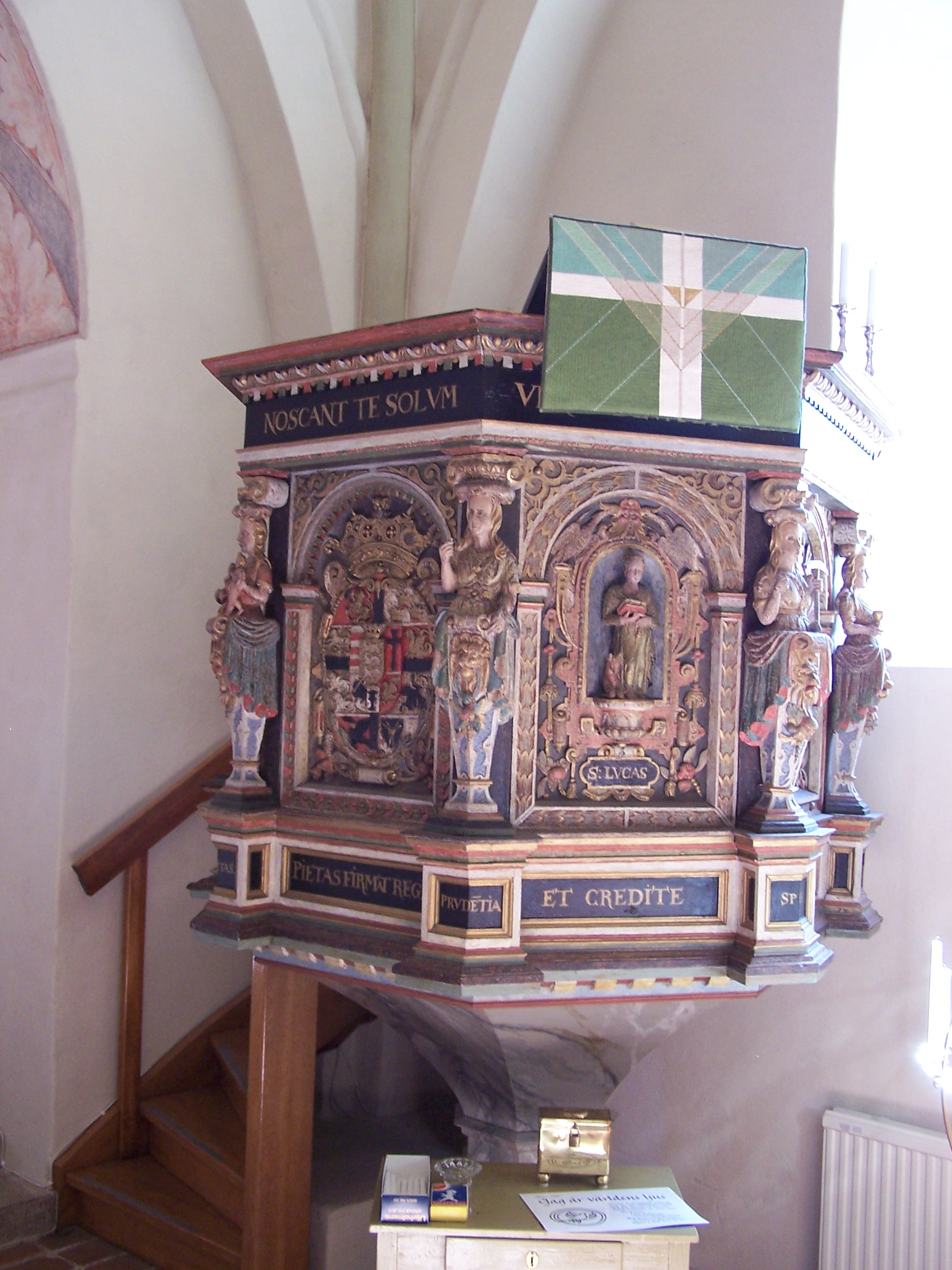
Predikstolen
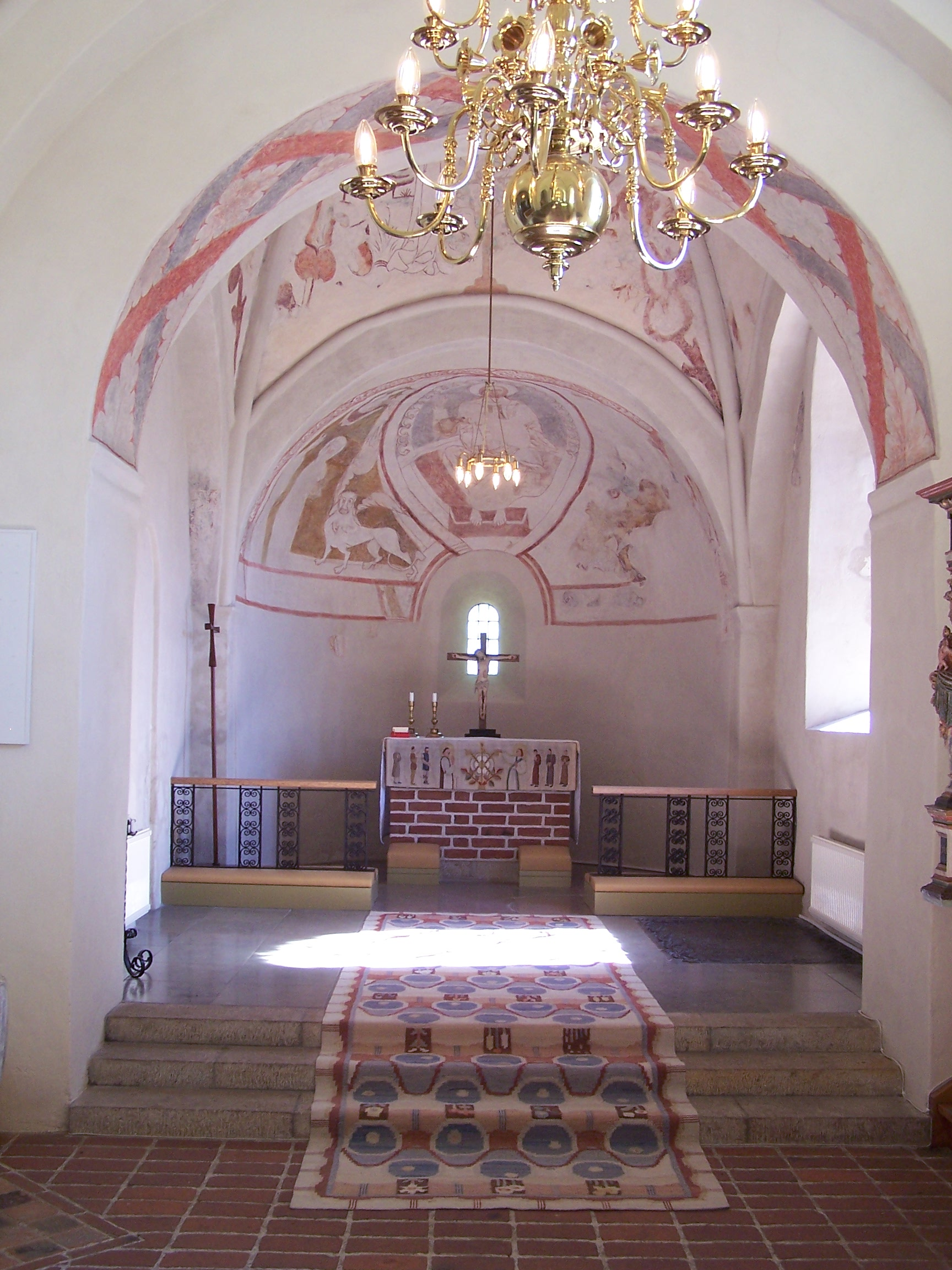
Koret med kortaksmålningarna